# Antachara lignigera
Antachara lignigera là một loài bướm đêm trong họ Noctuidae.